# Koyunpınarı, Hanak
Koyunpınarı là một xã thuộc huyện Hanak, tỉnh Ardahan, Thổ Nhĩ Kỳ. Dân số thời điểm năm 2010 là 1.034 người.